# 徳川御三家
徳川御三家（とくがわごさんけ）は、江戸時代において徳川氏のうち宗家たる将軍家に次ぐ家格を持ち、徳川の名字を称することを認められていた3つの分家。単に御三家（ごさんけ）、三家（さんけ）とも呼ばれる。一般的には、江戸幕府初代将軍徳川家康の男子をそれぞれ家祖とする尾張徳川家（尾張家）、紀伊徳川家（紀伊家）、水戸徳川家（水戸家）を指すことが多い。ただし、当初からこの3つの家が明瞭に「御三家」として扱われていたわけではない（後述）。
駿河徳川家（一代で断絶）も将軍家に次ぐ家格を持ち、各当主は大納言に任官した（ただし水戸徳川家は中納言）。

## 概要
御三家はいずれも江戸幕府初代将軍徳川家康の男子を始祖とし、家康の血を引く親藩（一門）の最高位にあり、将軍家や御三卿とともに徳川姓を名乗ることや三つ葉葵の家紋使用が許された別格の大名家であった。将軍家を補佐する役目にあったとも言われているが、制度・役職として定められたものではない。なお、室町幕府においても「御一家」と称された吉良氏・石橋氏・渋川氏の3氏は、具体的な職掌はないものの足利将軍家の後嗣が絶えた時に継承する権利を有しており、御三家はこれを参考にして設けられたとする見方もある。
「将軍家に後嗣が絶えた時は、尾張家か紀伊家から養子を出す」ことになっており、実際に7代将軍家継が8歳で死去して宗家が断絶した際、8代将軍として紀伊家から吉宗が養子に迎えられ、以降14代将軍家茂までは紀伊家の血筋である。尾張家は3代藩主綱誠が3代将軍家光の外孫だったこともあり、綱誠の嫡男である4代藩主吉通が6代将軍家宣の後継になりかけたものの、新井白石らの反対にあい、尾張家の家訓通り将軍位を争わず吉通自身が身を引き、幼い家継が7代将軍となった。後年には御三卿の一橋家の血統が将軍となったため、尾張家は結果的に将軍を輩出する機会を失った。
水戸家は頼房が駿河家断絶後の1636年（寛永13年）に徳川氏を称するのを許可されるまで、名字が定まっていなかった。そうした経緯もあって他の2家より位階・官職が低位であったが、朝廷に対して次期将軍家の奏聞をし、また江戸常住（定府）であることなどから、5代将軍綱吉のころから他の2家と共に「御三家」と呼ばれるようになった。なお、水戸家からは最後の15代将軍慶喜が御三卿の一橋家へ養子に入った後に将軍家を継承することになったが、あくまでも一橋家からの将軍継承であり水戸家からではない。慶喜は女系ながら秀忠の血も引いている。
幕末期に御三家の各家は様々な政治的立場をとることとなったが、いずれの家も朝敵扱いとなることはなかった。明治政府で作成された叙爵内規では、「徳川旧御三家」は特に侯爵相当とされ、華族に対する叙爵の時点でもその扱いは別格とされていた。

## 「御三家」概念の成立経緯
江戸時代初期には、将軍家・尾張家・紀伊家の総称として「御三家」を用いることもあった。尾張家初代徳川義直・紀伊家（当時は駿河領有）初代徳川頼宣は、慶長15年3月5日に駿府から江戸へ帰る秀忠に家康が、自身が死去した際には両者を特に引き立てることを求めており、家康生前から特別な地位にあった。また尾張家と紀伊家に駿河家（徳川秀忠の三男忠長1代に終わった）を加えた3つの大納言家（水戸家は中納言家）を指して「御三家」とした時期もあり、その頃の水戸家は尾張・紀伊両家に較べてやや家格が劣ると見られていた。また将軍家の分家としては、上記3家および駿河家以外にも、3代将軍家光の子を分封した甲府家（徳川綱重・綱豊の2代、松平左馬頭家）および館林家（徳川綱吉、松平右馬頭家）が、石高・家格ともに匹敵する家（御両典）として存在した。しかし、駿河忠長が改易され（後に自害）、館林綱吉が5代将軍に、続いて甲府綱豊が6代将軍（家宣と改名）に就いて将軍家を継ぎ、これらの徳川家が消滅したため、結果的に水戸家が格上げされて尾張・紀伊・水戸の3つの徳川家を「御三家」と呼ぶことが定着したようである。
なお、将軍家から直接の分家で高い家格を有したものには、家康次男（秀忠の兄）の結城秀康を祖とする越前松平家や、秀忠の子（家光の弟）保科正之を祖とする会津松平家などもあり、それらは御家門と呼ばれたが、徳川姓の使用は許されなかった。

## 御三家の領地
名古屋藩は、江戸から上方に向かう東海道（江戸時代初期に五街道の東海道に再編）および東山道（江戸時代初期に五街道の中山道に再編）が通る地に位置した。和歌山藩は、上方と江戸との間を太平洋経由で行き交う菱垣廻船などが通過する紀淡海峡に面する地に位置した。水戸藩は、江戸から陸奥国方面に向かう東海道（江戸時代初期に水戸街道・岩城街道などに再編）の途上に位置した。
| 始祖                 | 家系       | 藩           | 石高   | 藩庁     | 入府              |
| -------------------- | ---------- | ------------ | ------ | -------- | ----------------- |
| 徳川義直（家康九男） | 尾張徳川家 | 尾張名古屋藩 | 62万石 | 名古屋城 | 元和2年（1616年） |
| 徳川頼宣（家康十男） | 紀伊徳川家 | 紀伊和歌山藩 | 56万石 | 和歌山城 | 元和5年（1619年） |
| 徳川頼房（家康末男） | 水戸徳川家 | 常陸水戸藩   | 35万石 | 水戸城   | 元和5年（1619年） |

## 系譜
|                         |                         |                         |                         |                         |                         |  |  | 徳川家康 （初代将軍）          |                                |                                |                                |                                |                                |                     |                     |                         |                         |                         |                         |                         |                         |  |  |                                 |                                 |                                 |                                 |                                 |                                 |  |  |                     |                     |                     |                     |                     |                     |  |  |                                |                                |                                |                                |                                |                                |                     |                     |                                      |                                      |                                      |                                      |                                      |                                      |  |  |                                              |                                              |                                              |                                              |                                              |                                              |  |  |  |  |  |  |  |  |  |  |  |  |  |  |  |  |  |  |  |  |  |  |  |  |  |  |
|                         |                         |                         |                         |                         |                         |  |  |                                |                                |                                |                                |                                |                                |                     |                     |                         |                         |                         |                         |                         |                         |  |  |                                 |                                 |                                 |                                 |                                 |                                 |  |  |                     |                     |                     |                     |                     |                     |  |  |                                |                                |                                |                                |                                |                                |                     |                     |                                      |                                      |                                      |                                      |                                      |                                      |  |  |                                              |                                              |                                              |                                              |                                              |                                              |  |  |  |  |  |  |  |  |  |  |  |  |  |  |  |  |  |  |  |  |  |  |  |  |  |  |
|                         |                         |                         |                         |                         |                         |  |  |                                |                                |                                |                                |                                |                                |                     |                     |                         |                         |                         |                         |                         |                         |  |  |                                 |                                 |                                 |                                 |                                 |                                 |  |  |                     |                     |                     |                     |                     |                     |  |  |                                |                                |                                |                                |                                |                                |                     |                     |                                      |                                      |                                      |                                      |                                      |                                      |  |  |                                              |                                              |                                              |                                              |                                              |                                              |  |  |  |  |  |  |  |  |  |  |  |  |  |  |  |  |  |  |  |  |  |  |  |  |  |  |
| 結城秀康 （越前松平家） | 結城秀康 （越前松平家） | 結城秀康 （越前松平家） | 結城秀康 （越前松平家） | 結城秀康 （越前松平家） | 結城秀康 （越前松平家） |  |  | 秀忠 （2代将軍）               | 秀忠 （2代将軍）               | 秀忠 （2代将軍）               | 秀忠 （2代将軍）               | 秀忠 （2代将軍）               | 秀忠 （2代将軍）               |                     |                     |                         |                         |                         |                         |                         |                         |  |  |                                 |                                 |                                 |                                 |                                 |                                 |  |  | 義直 （尾張家初代） | 義直 （尾張家初代） | 義直 （尾張家初代） | 義直 （尾張家初代） | 義直 （尾張家初代） | 義直 （尾張家初代） |  |  |                                |                                |                                |                                | 頼宣 （紀伊家初代）            | 頼宣 （紀伊家初代）            | 頼宣 （紀伊家初代） | 頼宣 （紀伊家初代） | 頼宣 （紀伊家初代）                  | 頼宣 （紀伊家初代）                  |                                      |                                      |                                      |                                      |  |  | 頼房 （水戸家初代）                          | 頼房 （水戸家初代）                          | 頼房 （水戸家初代）                          | 頼房 （水戸家初代）                          | 頼房 （水戸家初代）                          | 頼房 （水戸家初代）                          |  |  |  |  |  |  |  |  |  |  |  |  |  |  |  |  |  |  |  |  |  |  |  |  |  |  |
| 結城秀康 （越前松平家） | 結城秀康 （越前松平家） | 結城秀康 （越前松平家） | 結城秀康 （越前松平家） | 結城秀康 （越前松平家） | 結城秀康 （越前松平家） |  |  | 秀忠 （2代将軍）               | 秀忠 （2代将軍）               | 秀忠 （2代将軍）               | 秀忠 （2代将軍）               | 秀忠 （2代将軍）               | 秀忠 （2代将軍）               |                     |                     |                         |                         |                         |                         |                         |                         |  |  |                                 |                                 |                                 |                                 |                                 |                                 |  |  | 義直 （尾張家初代） | 義直 （尾張家初代） | 義直 （尾張家初代） | 義直 （尾張家初代） | 義直 （尾張家初代） | 義直 （尾張家初代） |  |  |                                |                                |                                |                                | 頼宣 （紀伊家初代）            | 頼宣 （紀伊家初代）            | 頼宣 （紀伊家初代） | 頼宣 （紀伊家初代） | 頼宣 （紀伊家初代）                  | 頼宣 （紀伊家初代）                  |                                      |                                      |                                      |                                      |  |  | 頼房 （水戸家初代）                          | 頼房 （水戸家初代）                          | 頼房 （水戸家初代）                          | 頼房 （水戸家初代）                          | 頼房 （水戸家初代）                          | 頼房 （水戸家初代）                          |  |  |  |  |  |  |  |  |  |  |  |  |  |  |  |  |  |  |  |  |  |  |  |  |  |  |
|                         |                         |                         |                         |                         |                         |  |  |                                |                                |                                |                                |                                |                                |                     |                     |                         |                         |                         |                         |                         |                         |  |  |                                 |                                 |                                 |                                 |                                 |                                 |  |  |                     |                     |                     |                     |                     |                     |  |  |                                |                                |                                |                                |                                |                                |                     |                     |                                      |                                      |                                      |                                      |                                      |                                      |  |  |                                              |                                              |                                              |                                              |                                              |                                              |  |  |  |  |  |  |  |  |  |  |  |  |  |  |  |  |  |  |  |  |  |  |  |  |  |  |
|                         |                         |                         |                         |                         |                         |  |  | 家光 （3代将軍）               | 家光 （3代将軍）               | 家光 （3代将軍）               | 家光 （3代将軍）               | 家光 （3代将軍）               | 家光 （3代将軍）               |                     |                     | 忠長 （駿河家）         | 忠長 （駿河家）         | 忠長 （駿河家）         | 忠長 （駿河家）         | 忠長 （駿河家）         | 忠長 （駿河家）         |  |  | 保科正之 （会津松平家）         | 保科正之 （会津松平家）         | 保科正之 （会津松平家）         | 保科正之 （会津松平家）         | 保科正之 （会津松平家）         | 保科正之 （会津松平家）         |  |  |                     |                     |                     |                     |                     |                     |  |  | 光貞 （紀伊家2代）             | 光貞 （紀伊家2代）             | 光貞 （紀伊家2代）             | 光貞 （紀伊家2代）             | 光貞 （紀伊家2代）             | 光貞 （紀伊家2代）             |                     |                     | 松平頼純 （西条松平家）              | 松平頼純 （西条松平家）              | 松平頼純 （西条松平家）              | 松平頼純 （西条松平家）              | 松平頼純 （西条松平家）              | 松平頼純 （西条松平家）              |  |  |                                              |                                              |                                              |                                              |                                              |                                              |  |  |  |  |  |  |  |  |  |  |  |  |  |  |  |  |  |  |  |  |  |  |  |  |  |  |
|                         |                         |                         |                         |                         |                         |  |  | 家光 （3代将軍）               | 家光 （3代将軍）               | 家光 （3代将軍）               | 家光 （3代将軍）               | 家光 （3代将軍）               | 家光 （3代将軍）               |                     |                     | 忠長 （駿河家）         | 忠長 （駿河家）         | 忠長 （駿河家）         | 忠長 （駿河家）         | 忠長 （駿河家）         | 忠長 （駿河家）         |  |  | 保科正之 （会津松平家）         | 保科正之 （会津松平家）         | 保科正之 （会津松平家）         | 保科正之 （会津松平家）         | 保科正之 （会津松平家）         | 保科正之 （会津松平家）         |  |  |                     |                     |                     |                     |                     |                     |  |  | 光貞 （紀伊家2代）             | 光貞 （紀伊家2代）             | 光貞 （紀伊家2代）             | 光貞 （紀伊家2代）             | 光貞 （紀伊家2代）             | 光貞 （紀伊家2代）             |                     |                     | 松平頼純 （西条松平家）              | 松平頼純 （西条松平家）              | 松平頼純 （西条松平家）              | 松平頼純 （西条松平家）              | 松平頼純 （西条松平家）              | 松平頼純 （西条松平家）              |  |  |                                              |                                              |                                              |                                              |                                              |                                              |  |  |  |  |  |  |  |  |  |  |  |  |  |  |  |  |  |  |  |  |  |  |  |  |  |  |
|                         |                         |                         |                         |                         |                         |  |  |                                |                                |                                |                                |                                |                                |                     |                     |                         |                         |                         |                         |                         |                         |  |  |                                 |                                 |                                 |                                 |                                 |                                 |  |  |                     |                     |                     |                     |                     |                     |  |  |                                |                                |                                |                                |                                |                                |                     |                     |                                      |                                      |                                      |                                      |                                      |                                      |  |  |                                              |                                              |                                              |                                              |                                              |                                              |  |  |  |  |  |  |  |  |  |  |  |  |  |  |  |  |  |  |  |  |  |  |  |  |  |  |
| 家綱 （4代将軍）        | 家綱 （4代将軍）        | 家綱 （4代将軍）        | 家綱 （4代将軍）        | 家綱 （4代将軍）        | 家綱 （4代将軍）        |  |  |                                |                                |                                |                                | 綱重 （甲府家初代）            | 綱重 （甲府家初代）            | 綱重 （甲府家初代） | 綱重 （甲府家初代） | 綱重 （甲府家初代）     | 綱重 （甲府家初代）     |                         |                         |                         |                         |  |  | 綱吉 （館林家初代） （5代将軍） | 綱吉 （館林家初代） （5代将軍） | 綱吉 （館林家初代） （5代将軍） | 綱吉 （館林家初代） （5代将軍） | 綱吉 （館林家初代） （5代将軍） | 綱吉 （館林家初代） （5代将軍） |  |  |                     |                     |                     |                     |                     |                     |  |  | 吉宗 （紀伊家5代） （8代将軍） | 吉宗 （紀伊家5代） （8代将軍） | 吉宗 （紀伊家5代） （8代将軍） | 吉宗 （紀伊家5代） （8代将軍） | 吉宗 （紀伊家5代） （8代将軍） | 吉宗 （紀伊家5代） （8代将軍） |                     |                     | 徳川宗直 （西条家2代） （紀伊家6代） | 徳川宗直 （西条家2代） （紀伊家6代） | 徳川宗直 （西条家2代） （紀伊家6代） | 徳川宗直 （西条家2代） （紀伊家6代） | 徳川宗直 （西条家2代） （紀伊家6代） | 徳川宗直 （西条家2代） （紀伊家6代） |  |  |                                              |                                              |                                              |                                              |                                              |                                              |  |  |  |  |  |  |  |  |  |  |  |  |  |  |  |  |  |  |  |  |  |  |  |  |  |  |
| 家綱 （4代将軍）        | 家綱 （4代将軍）        | 家綱 （4代将軍）        | 家綱 （4代将軍）        | 家綱 （4代将軍）        | 家綱 （4代将軍）        |  |  |                                |                                |                                |                                | 綱重 （甲府家初代）            | 綱重 （甲府家初代）            | 綱重 （甲府家初代） | 綱重 （甲府家初代） | 綱重 （甲府家初代）     | 綱重 （甲府家初代）     |                         |                         |                         |                         |  |  | 綱吉 （館林家初代） （5代将軍） | 綱吉 （館林家初代） （5代将軍） | 綱吉 （館林家初代） （5代将軍） | 綱吉 （館林家初代） （5代将軍） | 綱吉 （館林家初代） （5代将軍） | 綱吉 （館林家初代） （5代将軍） |  |  |                     |                     |                     |                     |                     |                     |  |  | 吉宗 （紀伊家5代） （8代将軍） | 吉宗 （紀伊家5代） （8代将軍） | 吉宗 （紀伊家5代） （8代将軍） | 吉宗 （紀伊家5代） （8代将軍） | 吉宗 （紀伊家5代） （8代将軍） | 吉宗 （紀伊家5代） （8代将軍） |                     |                     | 徳川宗直 （西条家2代） （紀伊家6代） | 徳川宗直 （西条家2代） （紀伊家6代） | 徳川宗直 （西条家2代） （紀伊家6代） | 徳川宗直 （西条家2代） （紀伊家6代） | 徳川宗直 （西条家2代） （紀伊家6代） | 徳川宗直 （西条家2代） （紀伊家6代） |  |  |                                              |                                              |                                              |                                              |                                              |                                              |  |  |  |  |  |  |  |  |  |  |  |  |  |  |  |  |  |  |  |  |  |  |  |  |  |  |
|                         |                         |                         |                         |                         |                         |  |  |                                |                                |                                |                                |                                |                                |                     |                     |                         |                         |                         |                         |                         |                         |  |  |                                 |                                 |                                 |                                 |                                 |                                 |  |  |                     |                     |                     |                     |                     |                     |  |  |                                |                                |                                |                                |                                |                                |                     |                     |                                      |                                      |                                      |                                      |                                      |                                      |  |  |                                              |                                              |                                              |                                              |                                              |                                              |  |  |  |  |  |  |  |  |  |  |  |  |  |  |  |  |  |  |  |  |  |  |  |  |  |  |
|                         |                         |                         |                         |                         |                         |  |  | 家宣 （甲府家2代） （6代将軍） | 家宣 （甲府家2代） （6代将軍） | 家宣 （甲府家2代） （6代将軍） | 家宣 （甲府家2代） （6代将軍） | 家宣 （甲府家2代） （6代将軍） | 家宣 （甲府家2代） （6代将軍） |                     |                     | 松平清武 （越智松平家） | 松平清武 （越智松平家） | 松平清武 （越智松平家） | 松平清武 （越智松平家） | 松平清武 （越智松平家） | 松平清武 （越智松平家） |  |  | 徳松 （館林家2代）              | 徳松 （館林家2代）              | 徳松 （館林家2代）              | 徳松 （館林家2代）              | 徳松 （館林家2代）              | 徳松 （館林家2代）              |  |  |                     |                     |                     |                     |                     |                     |  |  | （御三卿）                     | （御三卿）                     | （御三卿）                     | （御三卿）                     | （御三卿）                     | （御三卿）                     |                     |                     |                                      |                                      |                                      |                                      |                                      |                                      |  |  | 斉昭 （水戸家9代）                           | 斉昭 （水戸家9代）                           | 斉昭 （水戸家9代）                           | 斉昭 （水戸家9代）                           | 斉昭 （水戸家9代）                           | 斉昭 （水戸家9代）                           |  |  |  |  |  |  |  |  |  |  |  |  |  |  |  |  |  |  |  |  |  |  |  |  |  |  |
|                         |                         |                         |                         |                         |                         |  |  | 家宣 （甲府家2代） （6代将軍） | 家宣 （甲府家2代） （6代将軍） | 家宣 （甲府家2代） （6代将軍） | 家宣 （甲府家2代） （6代将軍） | 家宣 （甲府家2代） （6代将軍） | 家宣 （甲府家2代） （6代将軍） |                     |                     | 松平清武 （越智松平家） | 松平清武 （越智松平家） | 松平清武 （越智松平家） | 松平清武 （越智松平家） | 松平清武 （越智松平家） | 松平清武 （越智松平家） |  |  | 徳松 （館林家2代）              | 徳松 （館林家2代）              | 徳松 （館林家2代）              | 徳松 （館林家2代）              | 徳松 （館林家2代）              | 徳松 （館林家2代）              |  |  |                     |                     |                     |                     |                     |                     |  |  | （御三卿）                     | （御三卿）                     | （御三卿）                     | （御三卿）                     | （御三卿）                     | （御三卿）                     |                     |                     |                                      |                                      |                                      |                                      |                                      |                                      |  |  | 斉昭 （水戸家9代）                           | 斉昭 （水戸家9代）                           | 斉昭 （水戸家9代）                           | 斉昭 （水戸家9代）                           | 斉昭 （水戸家9代）                           | 斉昭 （水戸家9代）                           |  |  |  |  |  |  |  |  |  |  |  |  |  |  |  |  |  |  |  |  |  |  |  |  |  |  |
|                         |                         |                         |                         |                         |                         |  |  | 家継 （7代将軍）               | 家継 （7代将軍）               | 家継 （7代将軍）               | 家継 （7代将軍）               | 家継 （7代将軍）               | 家継 （7代将軍）               |                     |                     | 清方                    | 清方                    | 清方                    | 清方                    | 清方                    | 清方                    |  |  |                                 |                                 |                                 |                                 |                                 |                                 |  |  |                     |                     |                     |                     |                     |                     |  |  |                                |                                |                                |                                |                                |                                |                     |                     |                                      |                                      |                                      |                                      |                                      |                                      |  |  | 慶喜 （一橋家9代） （15代将軍） （別家初代） | 慶喜 （一橋家9代） （15代将軍） （別家初代） | 慶喜 （一橋家9代） （15代将軍） （別家初代） | 慶喜 （一橋家9代） （15代将軍） （別家初代） | 慶喜 （一橋家9代） （15代将軍） （別家初代） | 慶喜 （一橋家9代） （15代将軍） （別家初代） |  |  |  |  |  |  |  |  |  |  |  |  |  |  |  |  |  |  |  |  |  |  |  |  |  |  |

## 御三家の待遇
御三家の当主の官位は、尾張・紀伊両家は従二位権大納言を極官とし、水戸家は正三位権中納言を極官とした。世子は従四位下に叙任されるのが通例であり、近衛少将や常陸介（紀伊家）等を初官とした。
江戸城における伺候席は最上級の大廊下で、他には親藩、加賀藩前田氏などが伺候した。また、御三家当主の正室は、特に御簾中と称された。

## 御三家の家臣・一族
御三家の家臣は、基本的に将軍家と同様に、三河以来の譜代の家臣を祖とする者が多かった。その中でも御三家の国家老である御附家老は藩政目付役の重責を負って幕府から派遣された将軍直参の扱いで、大名の家臣が通常陪臣扱いだったのとは一線を画した。例えば、御三家の重臣は、陪臣には本来許可されないはずの叙爵が特別に認められ、大名や大身旗本と同じく諸大夫に叙されていた。御附家老はいずれも数万石を知行していたので、明治維新時に立藩して諸侯に列した。
また、将軍家の血筋の予備としての性格上、御三家自身も無嗣断絶による改易を避けるべく、各家とも血統保持策として御連枝と呼ばれる分家（支藩）を持った。尾張家御連枝の高須松平家は4代、紀伊家御連枝の西条松平家は3代、水戸家御連枝の高松松平家は2代の御三家当主を出した。たとえば、紀伊家当主だった吉宗が8代将軍に就任した際、西条松平家から頼致（徳川宗直と改名）が紀伊家に入り当主を継いでいる。幕末の尾張家当主慶勝も高須松平家から養子に入っている。
しかし時代が下ると、尾張家と紀伊家では御連枝による当主継承も断絶し、財政の貧窮や御附家老による運動で、御三卿を含む吉宗以降の将軍血統より当主の継承がなされるとともに、幕府への依存度が高まる一方で幕府財政を圧迫した。